# Marele Premiu al Qatarului din 2021
Marele Premiu al Qatarului din 2021 (cunoscut oficial ca Formula 1 Ooredoo Qatar Grand Prix 2021) a fost o cursă de Formula 1 care s-a desfășurat între 19 și 21 noiembrie 2021 pe Circuitul Internațional Losail, Qatar. Cursa a fost cea de-a douăzecea etapă a Campionatului Mondial de Formula 1 din 2021, și cursa inaugurală a Marelui Premiu al Qatarului. A fost câștigat de Lewis Hamilton de la Mercedes, obținând cea de-a doua victorie consecutivă, fiind urmat de Max Verstappen pe locul 2, diferența de puncte din campionat dintre cei doi pretendenți la titlu scăzând la 8 puncte cu două curse înainte de final. Fernando Alonso a terminat pe locul 3 în cursă, marcând primul său podium în Formula 1 după 7 ani, de la Marele Premiu al Ungariei din 2014.

## Clasamente

### Calificări
| Poz.                  | Nr. | Pilot              | Constructor               | Timpi calificări | Timpi calificări | Timpi calificări | Grila finală |
| Poz.                  | Nr. | Pilot              | Constructor               | Q1               | Q2               | Q3               | Grila finală |
| --------------------- | --- | ------------------ | ------------------------- | ---------------- | ---------------- | ---------------- | ------------ |
| 1                     | 44  | Lewis Hamilton     | Mercedes                  | 1:21,901         | 1:21,682         | 1:20,827         | 1            |
| 2                     | 33  | Max Verstappen     | Red Bull Racing-Honda     | 1:21,996         | 1:21,984         | 1:21,424         | 7            |
| 3                     | 77  | Valtteri Bottas    | Mercedes                  | 1:22,016         | 1:21,991         | 1:21,478         | 6            |
| 4                     | 10  | Pierre Gasly       | AlphaTauri-Honda          | 1:22,535         | 1:21,728         | 1:21,640         | 2            |
| 5                     | 14  | Fernando Alonso    | Alpine-Renault            | 1:22,422         | 1:21,894         | 1:21,670         | 3            |
| 6                     | 4   | Lando Norris       | McLaren-Mercedes          | 1:22,839         | 1:22,216         | 1:21,732         | 4            |
| 7                     | 55  | Carlos Sainz Jr.   | Ferrari                   | 1:22,304         | 1:22,241         | 1:21,840         | 5            |
| 8                     | 22  | Yuki Tsunoda       | AlphaTauri-Honda          | 1:22,458         | 1:22,058         | 1:21,881         | 8            |
| 9                     | 31  | Esteban Ocon       | Alpine-Renault            | 1:22,565         | 1:22,012         | 1:22,028         | 9            |
| 10                    | 5   | Sebastian Vettel   | Aston Martin-Mercedes     | 1:22,549         | 1:22,146         | 1:22,785         | 10           |
| 11                    | 11  | Sergio Pérez       | Red Bull Racing-Honda     | 1:22,398         | 1:22,346         | N/A              | 11           |
| 12                    | 18  | Lance Stroll       | Aston Martin-Mercedes     | 1:22,551         | 1:22,460         | N/A              | 12           |
| 13                    | 16  | Charles Leclerc    | Ferrari                   | 1:22,742         | 1:22,463         | N/A              | 13           |
| 14                    | 3   | Daniel Ricciardo   | McLaren-Mercedes          | 1:22,688         | 1:22,597         | N/A              | 14           |
| 15                    | 63  | George Russell     | Williams-Mercedes         | 1:22,863         | 1:22,756         | N/A              | 15           |
| 16                    | 7   | Kimi Räikkönen     | Alfa Romeo Racing-Ferrari | 1:23,156         | N/A              | N/A              | 16           |
| 17                    | 6   | Nicholas Latifi    | Williams-Mercedes         | 1:23,213         | N/A              | N/A              | 17           |
| 18                    | 99  | Antonio Giovinazzi | Alfa Romeo Racing-Ferrari | 1:23,262         | N/A              | N/A              | 18           |
| 19                    | 47  | Mick Schumacher    | Haas-Ferrari              | 1:23,407         | N/A              | N/A              | 19           |
| 20                    | 9   | Nikita Mazepin     | Haas-Ferrari              | 1:25,589         | N/A              | N/A              | 20           |
| Regula 107%: 1:27,634 |     |                    |                           |                  |                  |                  |              |
| Sursa:                |     |                    |                           |                  |                  |                  |              |

Note
- ^1 – Max Verstappen a primit o penalizare de cinci locuri pe grila de start pentru că nu a respectat un steag galben fluturat dublu în Q3.[6]
- ^2 – Valtteri Bottas a primit o penalizare de trei locuri pe grila de start pentru că nu a respectat un steag galben fluturat în Q3.[7]

### Cursa
| Poz.                                                                            | Nr. | Pilot              | Constructor               | Tururi | Timp/Retras | Puncte |
| ------------------------------------------------------------------------------- | --- | ------------------ | ------------------------- | ------ | ----------- | ------ |
| 1                                                                               | 44  | Lewis Hamilton     | Mercedes                  | 57     | 1:24:28,471 | 25     |
| 2                                                                               | 33  | Max Verstappen     | Red Bull Racing-Honda     | 57     | +25,743     | 19     |
| 3                                                                               | 14  | Fernando Alonso    | Alpine-Renault            | 57     | +59,457     | 15     |
| 4                                                                               | 11  | Sergio Pérez       | Red Bull Racing-Honda     | 57     | +1:02,306   | 12     |
| 5                                                                               | 31  | Esteban Ocon       | Alpine-Renault            | 57     | +1:20,570   | 10     |
| 6                                                                               | 18  | Lance Stroll       | Aston Martin-Mercedes     | 57     | +1:21,274   | 8      |
| 7                                                                               | 55  | Carlos Sainz Jr.   | Ferrari                   | 57     | +1:21,911   | 6      |
| 8                                                                               | 16  | Charles Leclerc    | Ferrari                   | 57     | +1:23,126   | 4      |
| 9                                                                               | 4   | Lando Norris       | McLaren-Mercedes          | 56     | +1 tur      | 2      |
| 10                                                                              | 5   | Sebastian Vettel   | Aston Martin-Mercedes     | 56     | +1 tur      | 1      |
| 11                                                                              | 10  | Pierre Gasly       | AlphaTauri-Honda          | 56     | +1 tur      |        |
| 12                                                                              | 3   | Daniel Ricciardo   | McLaren-Mercedes          | 56     | +1 tur      |        |
| 13                                                                              | 22  | Yuki Tsunoda       | AlphaTauri-Honda          | 56     | +1 tur      |        |
| 14                                                                              | 7   | Kimi Räikkönen     | Alfa Romeo Racing-Ferrari | 56     | +1 tur      |        |
| 15                                                                              | 99  | Antonio Giovinazzi | Alfa Romeo Racing-Ferrari | 56     | +1 tur      |        |
| 16                                                                              | 47  | Mick Schumacher    | Haas-Ferrari              | 56     | +1 tur      |        |
| 17                                                                              | 63  | George Russell     | Williams-Mercedes         | 55     | +2 tururi   |        |
| 18                                                                              | 9   | Nikita Mazepin     | Haas-Ferrari              | 55     | +2 tururi   |        |
| Ab                                                                              | 6   | Nicholas Latifi    | Williams-Mercedes         | 50     | Pană        |        |
| Ab                                                                              | 77  | Valtteri Bottas    | Mercedes                  | 48     | Avarii      |        |
| Cel mai rapid tur: Max Verstappen (Red Bull Racing-Honda) – 1:23.196 (turul 57) |     |                    |                           |        |             |        |
| Sursa:                                                                          |     |                    |                           |        |             |        |

| Loc    | 1  | 2  | 3  | 4  | 5  | 6 | 7 | 8 | 9 | 10 | CMRT |
| Puncte | 25 | 18 | 15 | 12 | 10 | 8 | 6 | 4 | 2 | 1  | 1    |

Note
- ^1 – Include un punct pentru cel mai rapid tur.

## Clasamentele campionatelor după cursă
|           | Poz. | Pilot           | Puncte |
| --------- | ---- | --------------- | ------ |
| Unchanged | 1    | Max Verstappen  | 351,5  |
| Unchanged | 2    | Lewis Hamilton  | 343,5  |
| Unchanged | 3    | Valtteri Bottas | 203    |
| Unchanged | 4    | Sergio Pérez    | 190    |
| Unchanged | 5    | Lando Norris    | 153    |
| Sursa:    |      |                 |        |

|           | Poz. | Constructor           | Puncte |
| --------- | ---- | --------------------- | ------ |
| Unchanged | 1    | Mercedes              | 546,5  |
| Unchanged | 2    | Red Bull Racing-Honda | 541,5  |
| Unchanged | 3    | Ferrari               | 297,5  |
| Unchanged | 4    | McLaren-Mercedes      | 258    |
| Unchanged | 5    | Alpine-Renault        | 137    |
| Sursa:    |      |                       |        |

- Notă: Doar primele cinci locuri sunt prezentate în ambele clasamente.
- Textul îngroșat indică concurenții care mai aveau șansa teoretică de a deveni Campion Mondial.